# كآرينا

موقع كآرينا.

شعار كآرينا

كآرينا (بالفنلندية: Kaarina؛ السويدية : S:t Karins) مدينة فنلندية.
تقع في إقليم فارسينايس سوومي و مجاورة لعاصمته مدينة توركو ، ولذلك تشكل كآرينا جزءاً من منطقة توركو الكبرى. يبلغ عديد قاطنيها 30.795 ، و يغطي نطاقها البلدي مساحة 179.52 كم² منها 29.18 من المياه. بكثافة سكانية تبلغ 204.84 نسمة\كم². و البلدية أحادية اللغة وهي الفنلندية.
دمجت مع بلدية كوسيستو بكارينا في عام 1946. وقد دمجت بلدية بيكيو بكارينا في 1 يناير 2009. في ذات الوقت نفسه، اعتمدت كارينا شعار بيكيو.
تشكلت فرقة ثيركوثن هنا في عام 1989، وهم المؤسسون الأسطوريون للدوم ميتال.

## معرض صور

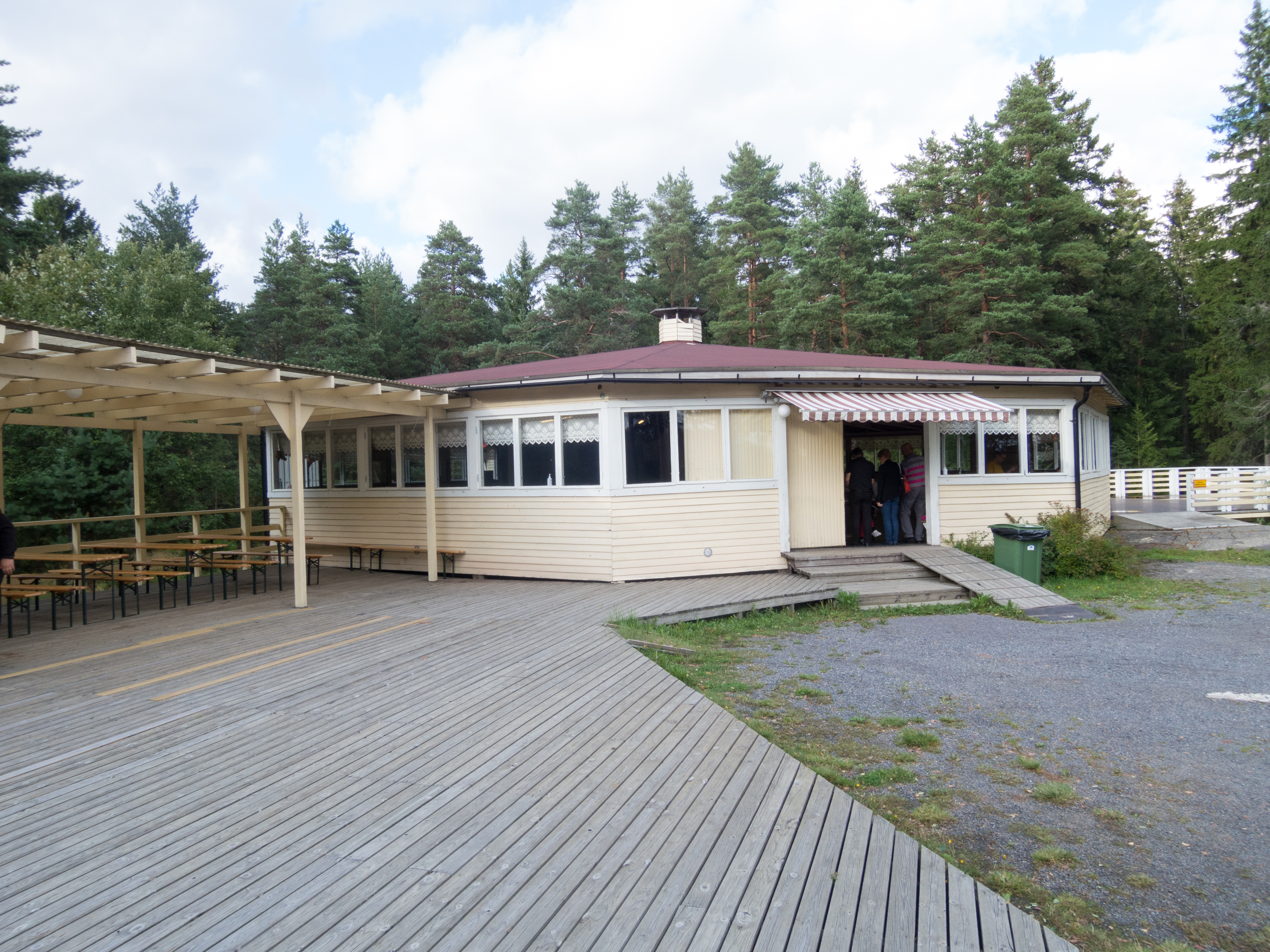
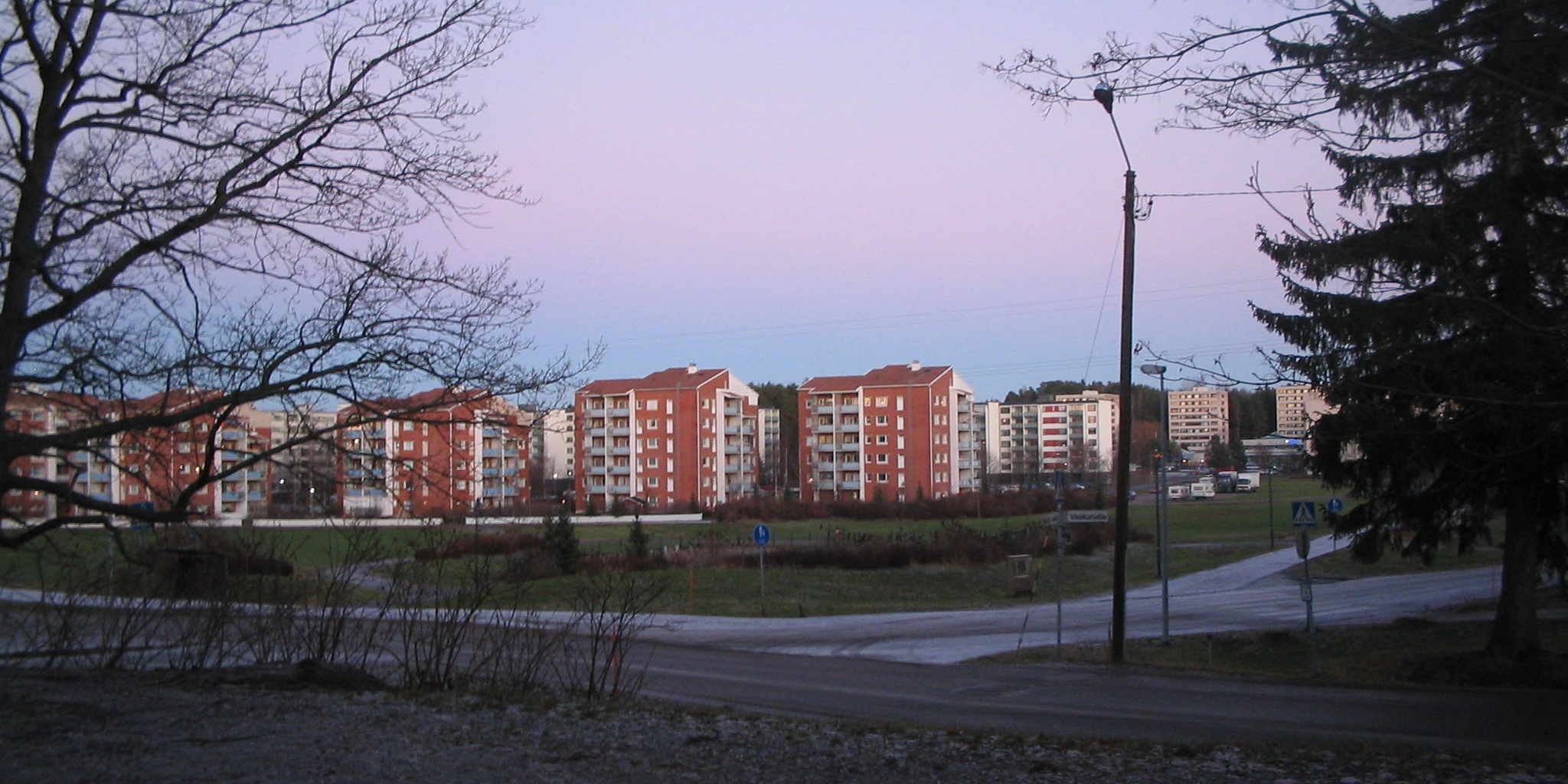
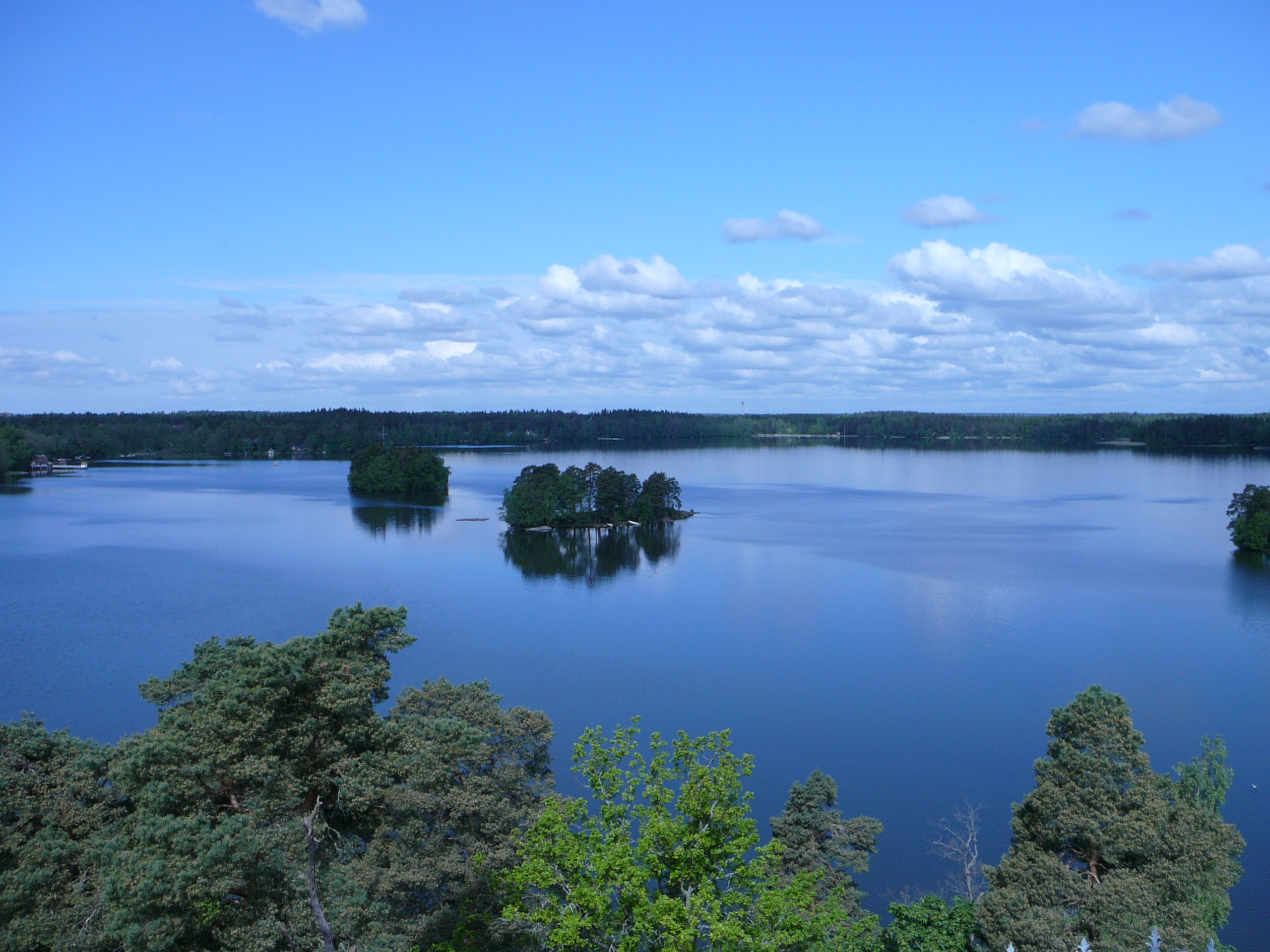
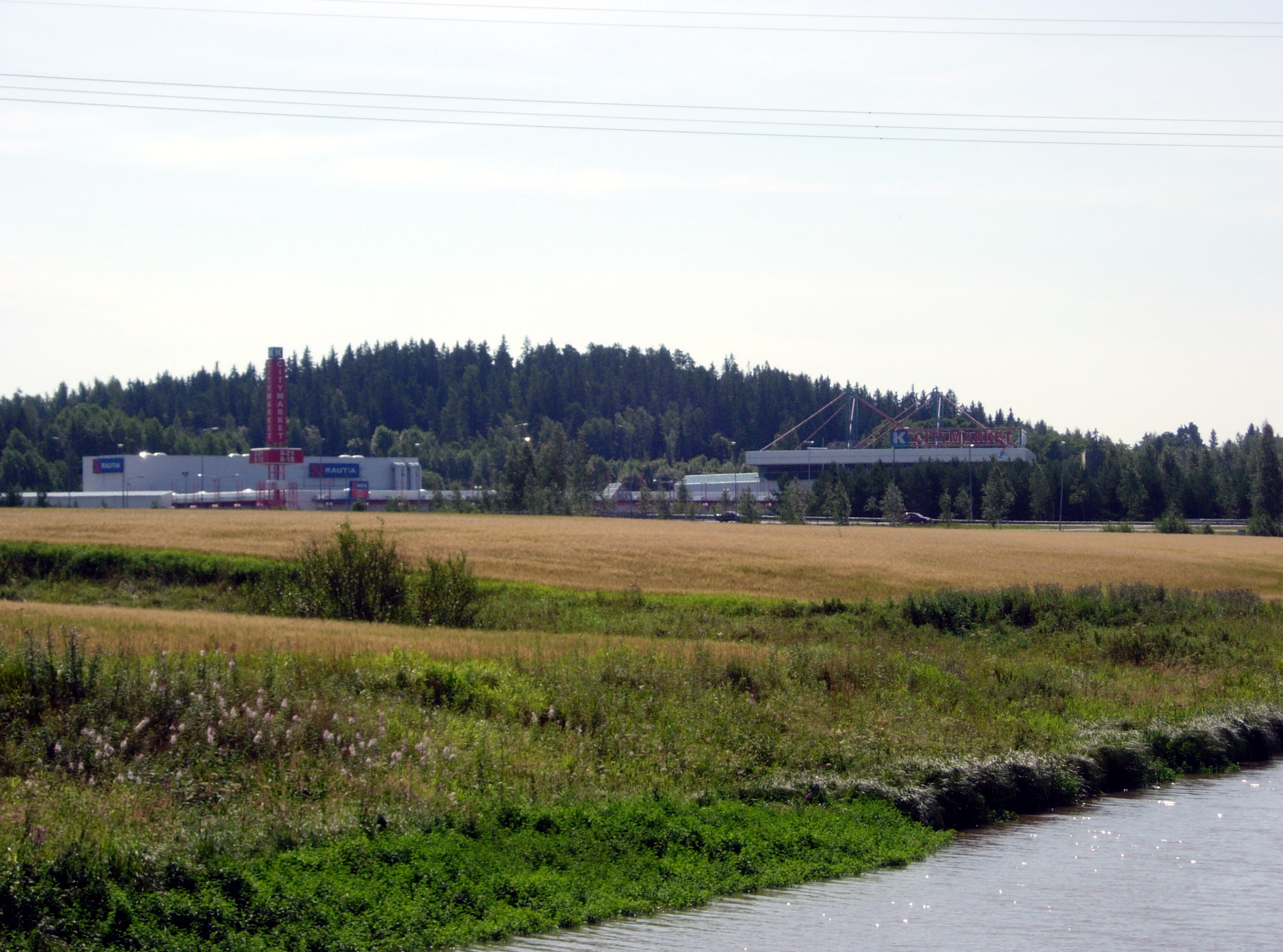

## توأمة
لكآرينا اتفاقيات توأمة مع كل من:
- Jõgeva Parish [الإنجليزية]‏
- نيدره آيكر
- Szentes [الإنجليزية]‏
- Sovetsky, Leningrad Oblast [الإنجليزية]‏

## أعلام
- توم الفنلندي